# Dorstenia setosa
Dorstenia setosa là một loài thực vật có hoa trong họ Moraceae. Loài này được Moric. mô tả khoa học đầu tiên năm 1841.